# Клим'юк Віктор Васильович
Віктор Васильович Клим'юк (нар. 17 березня 1958, Кустанай, Казахська РСР) — радянський футболіст. Захисник, грав за команди СКА «Карпати» (Львів), «Прикарпаття» (Івано-Франківськ), «Нафтовик» (Охтирка), «Кремінь» (Кременчук).
Тренував «Карпати» (Яремче) та «Бескид» з Надвірної.